# Valley Head (Alabama)
Valley Head é uma cidade  localizada no estado americano de Alabama, no Condado de DeKalb.

## Demografia
Segundo o censo americano de 2000, a sua população era de 611 habitantes.
Em 2006, foi estimada uma população de 648, um aumento de 37 (6.1%).

## Geografia
De acordo com o United States Census Bureau, a localidade tem uma área de 9,0 km², sem área coberta por água. Valley Head localiza-se a aproximadamente 448 m acima do nível do mar.

## Localidades na vizinhança
O diagrama seguinte representa as localidades num raio de 16 km ao redor de Valley Head.